# ББП формула
Бејли–Борвајн–Плауфова формула (ББП формула) je спигот алгоритам за израчунавање н -те бинарне цифре броја пи (симбол: π) коришћењем хексадецималне аритметике (аритметике са основом 16). Формула може директно израчунати вредност било које дате цифре броја π без израчунавање претходних цифара. ББП је сумациона формула коју је 1995. године открио Сајмон Плауф. Формула је добила назив по именима аутора чланка у коме је објављена, Дејвид Бејли, Питер Борвајн, и Сајмон Плауф. Пре тог рада, објављена је од стране Плауфа на његовом личном сајту. Формула је
{\displaystyle \pi =\sum _{k=0}^{\infty }\left[{\frac {1}{16^{k}}}\left({\frac {4}{8k+1}}-{\frac {2}{8k+4}}-{\frac {1}{8k+5}}-{\frac {1}{8k+6}}\right)\right]}.
Откриће ове формуле је представљало изненађење.Вековима се претпостављало да не постоји начин да се израчуна н-та цифра броја π без израчунавања претходних n − 1 цифара.
Од овог открића, пронађене су многе формуле за друге ирационалне константе у општем облику
{\displaystyle \alpha =\sum _{k=0}^{\infty }\left[{\frac {1}{b^{k}}}{\frac {p(k)}{q(k)}}\right]}
где је α константа, а p и q су полиноми са целим коефицијентима и b ≥ 2 је цео број базе.
Формуле овог облика су познате као ББП-тип формуле. Одређене комбинације специфичних p, q, и b дају као резултат добро познате константе, али не постоји довољно општи алгоритам за проналажење одговарајућих комбинација; познате формуле су откривене емпиријски.